# Vân tước đầu đen
Vân tước đầu đen, tên khoa học Eremopterix nigriceps, là một loài chim trong họ Alaudidae.
Loài chim này được tìm thấy trên khắp miền bắc châu Phi từ Mauritania qua Trung Đông đến tây bắc Ấn Độ. Môi trường sống tự nhiên của chúng là savanna khô

## Phân loài
- Eremopterix nigriceps albifrons